# V (album de Spock's Beard)
Pour les articles homonymes, voir V.
Albums de Spock's Beard
Day For Night
(1999) Snow
(2002)
V est le cinquième album studio du groupe de rock progressif américain Spock's Beard.
La sortie de V a été accompagné d'un CD single, promouvant la chanson All on a Sunday. Cette chanson a été ré-enregistrée en 2001 et est légèrement différente de la piste de l'album. Le single contient également une chanson inédite appelée The Truth, et le clip de All on a Sunday.
Cet album est également disponible en édition limitée, contenant un livret de 32 pages incluant une interview avec le groupe et une fiche personnelle sur tous les membres du groupe ainsi que piste multimédia montrant le groupe en studio.

## Chansons
Sauf précision, toutes les chansons ont été écrites par Neal Morse.
1. "At the End of the Day" – 16:28
2. "Revelation" (Nick D'Virgilio, Alan Morse, Neal Morse, Ryo Okumoto) – 6:05
3. "Thoughts (Part II)" (Neal Morse, Alan Morse) – 4:39
4. "All On A Sunday" – 4:04
5. "Goodbye to Yesterday" – 4:39
6. "The Great Nothing" – 27:02
  - I. "From Nowhere"
  - II. "One Note"
  - III. "Come Up Breathing"
  - IV. "Submerged"
  - V. "Missed Your Calling"
  - VI. "The Great Nothing"

## Musiciens
- Neal Morse - Chant, Guitare acoustique, piano, synthétiseur
- Alan Morse - Guitare électrique, violoncelle, chant
- Nick D'Virgilio - batterie, percussion, chant
- Dave Meros - Basse, cor français, chant
- Ryo Okumoto - Orgue Hammond, mellotron

## Musiciens Additionnels
- Katie Hagen - Cor français
- Chris Carmichael - violon, alto, violoncelle
- Kathy Ann Lord - cor anglais
- Joey Pippin - trompette

## Similitudes avec l'album V de Symphony X
Il y a quelques similitudes entre la pochette de cet album et celle de l'album  V: The New Mythology Suite de Symphony X. Ce dernier est également le cinquième album des groupes respectifs et sont sortis la même année. Les 2 groupes font de la musique progressive et sont liés au label InsideOut Music. De même, les 2 albums font pratiquement la même durée (leurs longueurs diffèrent de 11 secondes). Les 2 groupes ont dit que ces similitudes sont de pures coïncidence.